# Juan de Santo Tomás
Juan de Santo Tomás, O.P., (1589-1644) fue un fraile portugués, filósofo y teólogo de la segunda escolástica perteneciente a la Escuela de Salamanca, confesor del rey Felipe IV.

## Biografía
Nacido con el nombre de João Poinsot (en latín: Johannes Poinsot), nació en Lisboa en julio de 1589, hijo de Pedro Poinsot y de Maria Garcês. Su padre, austríaco, era secretario del entonces cardenal Alberto, archiduque de Austria, y su madre era de noble familia portuguesa. Su padre, obligado a seguir al Archiduque en sus viajes a Madrid y Flandes, entregó a sus hijos, João y Luís, a su hermano mayor y a los familiares residentes en territorio portugués. 

### Formación
Ingresó en la Facultad de Filosofía de la Universidad de Coímbra junto con su hermano Luis. Ambos cursaron estudios de Filosofía y obtuvieron el título de Bachiller en Filosofía el 11 de marzo de 1605. En octubre de ese año Luis ingresa en la Facultad de Derecho, mientras que Juan ingresa en la Facultad de Teología. En aquella época, esta universidad ostentaba un gran prestigio y nivel académico. Estudió Teología en la Universidad de Coímbra durante tres años (1605-1608). En 1608 pasó a la Universidad de Lovaina (Bélgica), donde continuó sus estudios teológicos, obteniendo el título de Bachiller en Sagrada Teología. En Lovaina frecuentó las aulas de los maestros dominicos.  

### Vida docente
En 1612 ingresó en la Orden de Predicadores en el Real Convento de Nuestra Señora de Atocha (Madrid) tomando el nombre religioso de Juan de Santo Tomás. Entre 1613 y 1630 fue profesor de Filosofía y de Teología en el Convento de Santo Tomás de Alcalá de Henares, con una breve interrupción para enseñar Teología en el Convento de Plasencia (1620-1621). De 1630 a 1641 fue catedrático de vísperas de Teología en la Universidad de Alcalá -fundada en el siglo XVI por el cardenal Cisneros, O.F.M.-. En esta época publica su celebrado Cursus philosophicus thomisticus (Alcalá, 1632-1635) y su Cursus theologicus (Alcalá, 1637 sgts.). Desde 1641 hasta 1643 fue catedrático de prima de Teología de la misma Universidad. En 1633 había recibido el título de Maestro en Sagrada Teología, el más alto título académico que concede la Orden de Predicadores. Por su fama y erudición le ofrecieron la cátedra de vísperas de Teología de la Universidad de Salamanca, pero la rechazó. Fue nombrado calificador del Consejo de la Suprema Inquisición. 

### Confesor del rey de España
En 1643 fue nombrado confesor del rey Felipe IV, por lo que tuvo que abandonar su vida docente. El nombramiento -que aceptó por santa obediencia- le horrorizó, pues toda su vida había rechazado cuantos cargos y honores le habían ofrecido. No quería abandonar su vida de estudio, enseñanza y oración. Por eso, al abandonar el convento para cumplir la orden real, se despidió de sus hermanos de hábito diciendo: "Aquí se acabó mi vida; he muerto; rogad por mí". Antes de asumir el cargo de confesor del rey "envió a preguntar al rey si estaba dispuesto a escuchar y seguir siempre la verdad, sin eufemismos ni lisonjas; y solo cuando obtuvo una respuesta afirmativa, comenzó a ejercer su oficio". Su primer consejo al monarca fue que gobernase por sí mismo y no por medio de un valido. Su oficio como confesor real puede resumirse de la siguiente manera:

En medio de la suavidad y dulzura de su trato, era enérgico y contundente cuando se trataba de decir la verdad, a la cual tenía por única señora de sus pensamientos y de sus palabras. Y así, en los Consejos reales, muchas veces la sostuvo con firmeza contra las impugnaciones de todos los otros consejeros, que no estaban tan atentos al bien de la nación cuanto a sus miras y medros personales. Por esta libertad y franqueza en el hablar, cosa que algunos calificaban de rudeza -sello peculiar de los hijos de Santo Domingo, que solo a la verdad rinden pleitesía-, fue por lo que alcanzó mayor prestigio ante el cristiano monarca, avezado al trato de los cortesanos, que solo entienden de falacias y disimulos. El venerable Maestro, entre las vanidades, liviandades, intrigas y ambiciones de la corte, podía decir siempre con el Apóstol San Pablo: 'Nostra autent convelsatio in coelis est'; 'nuestra conversación es en los cielos'.

En su lecho de muerte afirmó que "jamás en el espacio de treinta años había enseñado cosa, de palabra o por escrito, que no la creyese conforme a la verdad... Y que nunca había aconsejado al rey cosa alguna que no creyese redundaría en mayor servicio de Dios, provecho de la nación y beneficio del mismo príncipe".
Murió el 17 de junio de 1644. En su epitafio se escribió la siguiente frase:

Uno en persona, múltiple en el oficio, servidor de Dios, del rey y del orbe: de Dios, con el alma; del rey, con la vida, y del orbe, con la pluma.

## Pensamiento
Juan de Santo Tomás es uno de los autores tomistas más consultados. Habiendo vivido el último período de esplendor de la Escuela de Salamanca, conoció los aportes de otros grandes pensadores como el cardenal Cayetano, O.P., Francisco de Vitoria, O.P., Domingo de Soto, O.P., Melchor Cano, O.P., Domingo Báñez, O.P., etc. Así, logró una gran síntesis equilibrada en muchos puntos. Es el comentarista más completo de santo Tomás de Aquino, considerado en su tiempo uno de los más grandes. Sus Cursos (Curso filosófico, 1637, y Curso teológico, 1663) constituyen una notable síntesis tomista. El P. Santiago Ramírez, O.P., dice del Cursus philosophicus que es, tomando en su conjunto, "el mejor curso de Filosofía que posee la escuela tomista de todos los tiempos y de todas las latitudes". Desarrolló la lógica proposicional. 

## Obras
Sus obras no son muchas, pero las dos primeras que se enumeran son largas y complejas, y han sido llamadas monumentales en varias ocasiones.
- Cursus philosophicus (Alcalá, 1632-1635, 3 vols.). Posteriormente se han publicado varias ediciones en varios volúmenes.
- Cursus theologicus (Alcalá, 1637 sgts., 8 vols.). Posteriormente se han publicado varias ediciones en varios volúmenes.
- Misterios del Santo Rosario y modo de ofrecerle, Alcalá, 1644.
- Práctica y consideración para ayudar a bien morir, Alcalá, 1645.
- Breve tratado y muy importante para saber hacer una confesión general, Madrid, 1644.